# بخش کروکام
بخش کروکام (به سوئدی: Krokoms kommun) یک ناحیه شهری در سوئد است که در شهرستان یمتلاند واقع شده‌است.

## خواهرخوانده
شهر جی‌لین خواهرخواندهٔ بخش کروکام هست.